# Кашина Ризорта (Бергамо)
Кашина Ризорта је насеље у Италији у округу Бергамо, региону Ломбардија.
Према процени из 2011. у насељу је живело 18 становника. Насеље се налази на надморској висини од 113 м.